# Гала (супруга Теодосија I)
Флавија Гала (умрла 394.) била је западноримским принцеза и царица Римског царства, односно друга супруга цара Теодосија Ι.

## Биографија
Флавијин отац је био западноримски цар Валентинијан Ι, а мајка Јустина. Отац јој је умро године 375. а престо је наследио њен старији полубрат Грацијан убијен 383. године. Тада је престо наследио њен брат Валентинијан ΙΙ, али се брзо нашао под притиском римског узурпатора Магнуса Максимуса који је успео да освоји све западне римске територије осим Италије, а онда је 387. протерао и Валентинијана. Заједно са братом је нашла уточиште на Истоку код цара Теодосија којему је недуго пре умрла супруга Елија Флацила. Њена мајка је аранжирала аудијенцију код Теодосија приликом које се Гала расплакала причајући о томе како је прогнана; према наводима Зосима је Теодосије био опчињен њеном лепотом и запросио је. Гала је, међутим, заузврат тражила да са источним трупама нападне Магнуса и вратити Валентинијана ΙΙ на престо. Теодосије је пристао, те су се он и Гала венчали.
Следеће године је Магнус поражен и погубљен. Између 388. и 391. године је Теодосије све време провео на походу у Италији, а Гала у палати у Константинопољу, служећи као маћеха Теодосијевим синовима Хонорију и Аркадију. У то је време накратко прогнана из палате по Аркадијев налогу, али се касније вратила.
Теодосију је родила троје деце: сина Грацијана, који је умро недуго након рођења 388. године; кћер Галу Плацидицију и сина Јована који је заједно са њом умро приликом рођења 394. године.